# Điện Biên Phủ (phim 1992)
Điện Biên Phủ (tiếng Pháp: Diên Biên Phu), là bộ phim được viết kịch bản và đạo diễn bởi cựu chiến binh Pháp Pierre Schoendoerffer.
Phim miêu tả cuộc vây hãm 55 ngày Điện Biên Phủ (1954), trận chiến cuối cùng của quân đội thuộc địa Liên hiệp Pháp trong cuộc chiến tranh Đông Dương lần thứ nhất, và trong những ngày cuối cùng ở Đông Dương thuộc Pháp.
Phim được đề cử giải César hạng mục Âm nhạc hay nhất năm 1993. Nhạc nền gốc của phim được sáng tác và trình diễn một phần bởi nghệ sĩ piano Georges Delerue, với sự góp giọng của ca sĩ người Nhật Marie Kobayashi. 
Năm 1994, tại lễ kỷ niệm 40 năm trận chiến Điện Biên Phủ, đạo diễn Schoendoerffer đã xuất bản cuốn sách hậu trường mang tên "Diên Biên Phủ - De la Bataille au Film" (Điện Biên Phủ: Từ trận chiến đến màn ảnh). Năm 2004, trong lễ kỷ niệm 50 năm trận chiến, Schoendoerffer đã xuất bản phiên bản đầy đủ bộ phim của mình ở định dạng DVD.

## Cốt truyện
Bộ phim kể về các sự kiện theo trình tự thời gian của trận chiến. Một số phân đoạn được tường thuật từ tâm điểm của trận chiến, ở Điện Biên Phủ, trong khi một số khác được tường thuật bởi người dân thành phố Hà Nội hoặc binh lính Liên hiệp Pháp đóng tại sân bay dân sự Hà Nội.
Các phân cảnh ở Hà Nội chủ yếu tập trung vào nhà văn-phóng viên người Mỹ gốc Anh Howard Simpson (Donald Pleasence đóng). Các nguồn thông tin mật của Simpson bao gồm từ các quân nhân Pháp (Patrick Catalifo, Eric Do), phóng viên AFP (Jean-François Balmer), một người theo chủ nghĩa quốc gia Việt Nam có ảnh hưởng (Nguyễn Khắc Long), một kẻ buôn lậu người Trung Quốc (Thế Anh) và một người buôn thuốc phiện lai Á-Âu (Maïté Nahyr). Simpson gửi những tin tức đáng chú ý đến tờ nhật báo San Francisco Chronicle, thông qua một cơ quan có trụ sở tại Hồng Kông, nhằm trốn tránh sự kiểm duyệt của quân đội Pháp ở Hà Nội vào thời điểm đó.
Cảnh chiến tranh được nhìn qua góc nhìn của một số nguyên mẫu nhân vật minh họa bản chất con người. Ở Điện Biên Phủ có hai hạng người: hèn nhát và dũng cảm. Phần đầu tiên chủ yếu được minh họa bởi "chuột Nậm Rốn" (Fathy Abdi); một ví dụ của loại thứ hai là trung úy pháo binh hay triết lý (Maxime Leroux), người không chịu tuân theo mệnh lệnh rút lui và cuối cùng chết vì danh dự. Vì là nguyên mẫu nên những nhân vật này không có tên. Các nhân vật chính có tên hư cấu nhưng lại là thành viên của các đơn vị có thật, như Thiếu úy Kỳ (Eric Do) của Tiểu đoàn Dù Bảo an số 5 hay Đại úy de Kerveguen (Patrick Catalifo) của Đại đội Lê dương.
Phim của Schoendoerffer chứa đựng các yếu tố tự truyện đôi khi xuất hiện trong các đoạn hội thoại và được minh họa đặc biệt bởi nhân vật quay phim quân đội. Nam diễn viên Ludovic Schoendoerffer vào vai một người quay phim trẻ của Cơ quan Quay phim Quân đội sử dụng cùng loại máy quay như cha anh, Hạ sĩ Pierre Schoendoerffer, đã làm vào năm 1954.

## Diễn viên
| Diễn viên              | Vai diễn                                                 | Quốc tịch       |
| ---------------------- | -------------------------------------------------------- | --------------- |
| Donald Pleasence       | Howard Simpson (nhà văn, nhà báo)                        | Anh, Mỹ         |
| Patrick Catalifo       | Đại úy Victorien Jégu de Kerveguen (lính Lê dương)       | Pháp (Breton)   |
| Jean-François Balmer   | Phóng viên AFP                                           | Pháp            |
| François Négret        | Hạ sĩ đội Bảo vệ hoả xa                                  | Pháp            |
| Maxime Leroux          | Trung uý pháo binh, thuộc trung đoàn lính Phi            | Pháp            |
| Raoul Billerey         | Cha xứ Wamberger                                         | Pháp (Alsatian) |
| Thế Anh                | Ông Cọp (người Hoa, nhà cái)                             | Việt Nam        |
| Christopher Buchholz   | Đại úy Morvan                                            | Pháp            |
| Patrick Chauvel        | Trung uý Duroc                                           | Pháp            |
| Eric Do Hieu           | Trung uý Kỳ (Tiểu đoàn Nhảy dù số 5 - quân đội Quốc gia) | Việt Nam        |
| Igor Hossein           | Sĩ quan chụp ảnh                                         | Pháp            |
| Luc Lavandier          | Trung sĩ người Thái                                      | Pháp            |
| Joseph Momo            | Koulibali (Trung đoàn pháo binh Phi)                     | Gabonese        |
| Lê Văn Nghĩa           | Phu xe xích lô cho Simpson                               | Việt Nam        |
| Sava Lolov             | Thade Korzeniowski                                       | Ba Lan          |
| Thu Hà                 | Cúc (vợ sắp cưới của Thade Korzeniowski)                 | Việt Nam        |
| Nguyễn Khắc Long       | Ông Vinh (chủ nhà in, người theo chủ nghĩa quốc gia)     | Việt Nam        |
| Maïté Nahyr            | Người phụ nữ buôn thuốc phiện                            | Pháp - Việt Nam |
| André Peron            | Trợ lý của Kỳ                                            | Pháp            |
| Ludovic Schoendoerffer | Sĩ quan chụp ảnh                                         | Pháp            |
| Hoa Debris             | Betty (tiếp viên quán bar)                               | Việt Nam        |
| "Charles"Fathy Abdi    | Lính bị thương (trung đoàn Hoả xa)                       | Maroc           |
| Đức Hoàn               |                                                          | Việt Nam        |
| Pierre Schoendoerffer  | Người dẫn truyện                                         | Pháp            |

## Sản xuất
Không giống như nhiều bộ phim bom tấn về Chiến tranh Việt Nam của Hollywood, Điện Biên Phủ là một bộ phim tài liệu dựa trên các sự kiện có thật, theo phong cách Tora! Tora! Tora!. Biên kịch/đạo diễn Pierre Schoendoerffer là một cựu binh trong trận chiến. Năm 1952, Hạ sĩ tình nguyện Schoendoerffer gia nhập Service Cinématographique des Armées (Cơ quan quay phim của Quân đội Pháp) với tư cách là một nhà quay phim.
Ngày 11 tháng 3 năm 1954, Schoendoerffer bị thương tại Điện Biên Phủ, trong một cuộc tập kích của Quân đội nhân dân Việt Nam vào chốt cảnh giới của quân Pháp tại Côte 781 (phía Việt Nam gọi là Đồi Xanh), ngay trước khi chiến dịch thực sự mở màn. Ông được đưa ngay về Sài Gòn trên máy bay vận tải C-47. Vì không còn người quay phim nào khác trên chiến trường nên Schoendoerffer nhất quyết xin quay trở lại để ghi nhận sự kiện. Cuối cùng, đến ngày 18 tháng 3, từ một sân bay phía bắc Hà Nội, ông được phép đi cùng với Tiểu đoàn Dù Bảo an số 5 (5e BPVN) nhảy dù xuống Điện Biên Phủ, cũng trên một chiếc C-47.
Schoendoerffer khi đó vẫn còn bị thương và phải băng bó khi trở lại chiến trường. Ông dự định sau trận chiến sẽ tặng lại các đoạn phim của mình cho các phi công như một sự kính trọng. Dù thực chất không phải là một nhà báo, nhưng chỉ huy Pháp không can thiệp và để cho  Schoendoerffer quay mọi thứ mình muốn. Ông đã sử dụng một chiếc máy quay đen trắng hiệu Bell & Howell 35mm với ba ống kính tele gắn kèm. Model này được biết đến bởi đặc điểm có lớp phim rất dễ cháy nhưng cũng cho ra được "chất lượng hình ảnh đen xám vượt trội chưa từng thấy".
Lẽ ra các đoạn phim mà Schoendoerffer quay được đã được gửi về hậu phương vào ngày 28 tháng 3 trên một chiếc C-47, tuy nhiên, chiếc máy bay xấu số đã bị trúng pháo kích của phía Việt Nam làm hư hỏng và không thể sửa chữa. Ngày 7 tháng 5 năm 1954, lúc 6 giờ chiều, nửa giờ sau lệnh ngừng bắn của Pháp (trừ cứ điểm Isabelle vẫn chiến đấu đến 1 giờ sáng ngày 8 tháng 5), Schoendoerffer được lệnh ra khỏi lô cốt cùng với các sĩ quan cao cấp Marcel Bigeard và Pierre Langlais, cùng y tá quân đội Geneviève de Galard và trở thành tù binh của phía Việt Nam.
Không ai xem được các đoạn phim của Schoendoerffer sau khi ông phá hủy chiếc máy quay và tất cả các cuộn phim dài 60 giây của mình trước khi đầu hàng. Tuy nhiên, có 6 trong số các cuộn phim đã bị phía Việt Nam phát hiện và tịch thu được sau một cuộc vượt ngục bất thành của Schoendoerffer. Những đoạn phim này về sau đã được chuyển đến cho nhà quay phim Liên Xô Roman Karmen để làm tư liệu.
Khi được trả tự do và về Pháp, Schoendoerffer trở thành phóng viên-nhiếp ảnh gia chiến trường cho các tạp chí Mỹ. Năm 1967, bộ phim tài liệu đen trắng về Chiến tranh Việt Nam của ông, Trung đội Anderson (La Section Anderson), đã giành được Giải Oscar cho Phim tài liệu. Sau này Schoendoerffer được bổ nhiệm làm Phó Chủ tịch Académie des Beaux Arts (Học viện Mỹ thuật) Pháp.

## Phát hành quốc tế
- Màn ảnh rộng

Pháp - Diên Biên Phu (Dien Bien Phu) (1992)
Nhật Bản - 愛と戦火の大地 ("Ai to Senka no Daichi", Ground of Love & War) (1995)
- VHS

Pháp - Diên Biên Phu
Đức - Die Schlacht von Dien Bien Phu (The Battle of Dien Bien Phu), United Video (1993)
Ý - Die Bien Phu
Nhật Bản - スカイミッション　空挺要塞DC-3 ("Skymission Koutei Yousai DC-3", Sky Mission: Airborne Fortified Camp DC-3), Albatross & Nippon Columbia (1996)
- DVD

Pháp - Diên Biên Phu (Dien Bien Phu), TF1 Vidéo (2004)
Đức - Die Hōlle von Dien Bien Phu (The hell of Dien Bien Phu), Laser Paradise (2004)
Việt Nam - Điện Biên Phủ (Dien Bien Phu), SecoFilm & Modfilm (2005)